# São Francisco Xavier (Lisboa)
São Francisco Xavier é uma parte da cidade e antiga freguesia portuguesa do concelho de Lisboa, com 2,3 km² de área e 8 020 habitantes (2011). Densidade: 3 487 hab/km².
Foi uma das 12 freguesias criadas pela reforma administrativa da cidade de Lisboa, de 7 de fevereiro de 1959.
Como consequência de nova reorganização administrativa, oficializada a 8 de novembro de 2012 e que entrou em vigor após as eleições autárquicas de 2013, foi determinada a extinção da freguesia, passando o seu território quase integralmente para a nova freguesia de Belém, com apenas uma pequena parte anexada à freguesia da Ajuda.
Esta freguesia é conhecida pelo hospital com o mesmo nome e também pela parte alta do bairro do Restelo, zona residencial que partilha com a freguesia de Santa Maria de Belém, assim como pelo bairro social de Caselas.
Em finais de 2009, teve início, no Alto do Restelo, a construção da nova igreja paroquial com projeto do arquiteto Troufa Real. A igreja tem forma de caravela dourada e uma torre panorâmica com cem metros de altura.

## População
★ Freguesia criada pelo decreto-lei nº 42.142, de 07/02/1959
| 1960  | 1970  | 1981  | 1991  | 2001  | 2011  |
| 2 911 | 6 944 | 8 892 | 8 665 | 8 101 | 8 020 |

 Grupos etários em 2001 e 2011			

|     | 0-14 anos    | 15-24 anos | 25-64 anos   | 65 e + anos  |
| Hab | 1116 \| 1305 | 938 \| 714 | 4466 \| 4077 | 1581 \| 1924 |
| Var | +17%         | -24%       | -9%          | +22%         |

## Património
- Moinhos do Caramão da Ajuda ou Moinhos de Santana ou Moinhos do Casal das Freiras
- Ermida de São Jerónimo
- Quinta de Caselas
- Quinta de São José
- Quinta de Santo António de Caselas

## Arruamentos
A freguesia de São Francisco Xavier continha 97 arruamentos. Eram eles:
| - Alto de Caselas - Avenida da Ilha da Madeira - Avenida das Descobertas - Avenida dos Bombeiros - Avenida Dr. Mário Moutinho - Avenida Helen Keller - Caminho da Raposa - Escadinhas Alto do Restelo - Estrada da Circunvalação - Estrada da Cruz - Estrada de Caselas - Estrada de Queluz - Estr. Forte Alto do Duque - Jardim Fernanda de Castro - Jardim Pulido Garcia - Praça de Itália - Praça S. Francisco Xavier - Praceta Torres do Restelo - Rua Afonso Praça - Rua Alberto Villaverde Cabral - Rua Alda Nogueira - Rua Alfredo Soares - Rua Alice Pestana (Caiel) - Rua Álvaro Esteves - Rua Alvisse Cadamosto | - Rua Ângelo Frondoni - Rua Antão Gonçalves - Rua António de Saldanha - Rua António Janeiro - Rua António Raposo Tavares - Rua Aurora de Castro - Rua Capitão-Mor Pedro Teixeira - Rua Carlos Calisto - Rua Carolina Ângelo - Rua Conselheiro Martins de Carvalho - Rua D. Jorge da Costa - Rua da Cruz a Caselas - Rua da Igreja - Rua da Quinta do Paizinho - Rua de Alcolena - Rua Diogo Afonso - Rua Diogo de Silves - Rua Diogo de Teive - Rua do Casal da Raposa - Rua do Colégio de São José - Rua do Gabarete - Rua do Gravato - Rua do Manuelzinho d'Arcolena - Rua do Miradouro | - Rua do Pai Calvo - Rua D. Constantino Bragança - Rua dos Margiochis - Rua Duarte José Fava - Rua Fernam Gomes - Rua Fernão Soares - Rua Francisco Sousa Tavares - Rua Frederico Valério - Rua Gil Eanes - Rua Gonçalo Nunes - Rua Gonçalo Velho Cabral - Rua Gonçalves Zarco - Rua Gregório Lopes - Rua Henrique Moutinho - Rua Hermínia Silva - Rua João Coimbra - Rua João de Paiva - Rua João Dias - Rua João Fernandes Labrador - Rua Jorge Álvares - Rua Jorge Dias - Rua José Calheiros - Rua José Maria Preto - Rua Júlio da Silva Pinto | - Rua Leonor Pimentel - Rua Lucília do Carmo - Rua Luís Castanho de Almeida - Rua Luís Pedroso de Barros - Rua Mem Rodrigues - Rua Nuno Bragança - Rua Olga Morais Sarmento - Rua Padre Luís Fróis - Rua Padre Reis Lima - Rua Paulo da Gama - Rua Pedro de Barcelos - Rua Pedro de Sintra - Rua Pedro Fernandes de Queirós - Rua Pêro da Covilhã - Rua Pêro de Alenquer - Rua Rodrigo Rebelo - Rua Rodrigo Reinel - Rua Rodrigues Cabrilho - Rua Rui Pereira - Rua Sam Levy - Rua Sara Afonso - Rua Tristão Vaz - Rua Vicente Dias - Rua Virgínia Quaresma |